# Baseよしもと
baseよしもと（ベースよしもと）は、かつて大阪府大阪市中央区難波にあり、よしもとクリエイティブ・エージェンシー（2007年9月までは吉本興業）が運営していたお笑いの劇場。なんばグランド花月の向かい、YES-NAMBAビル地下1階にあった。通称:「base」。

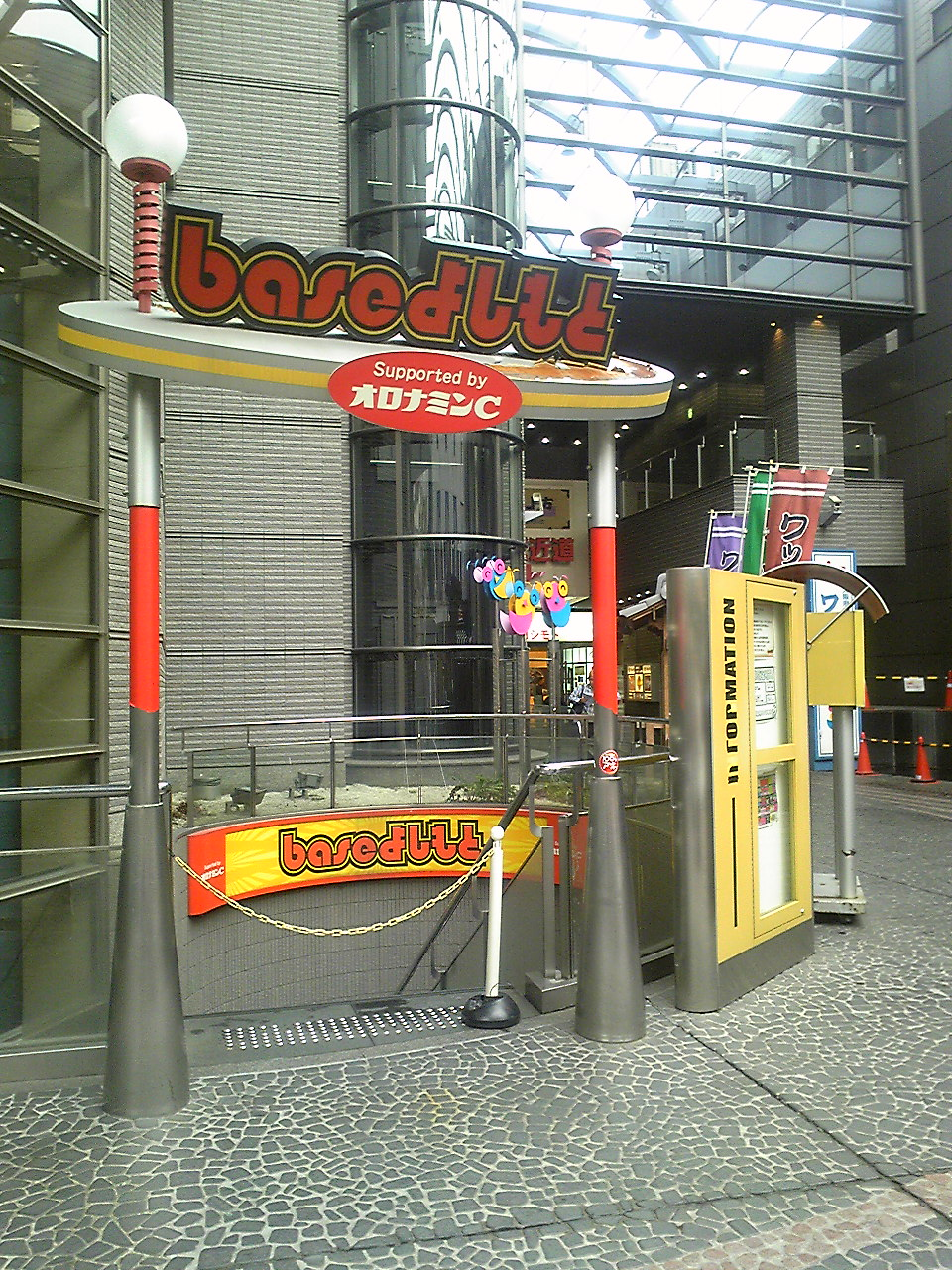
baseよしもと（閉館後に撮影）

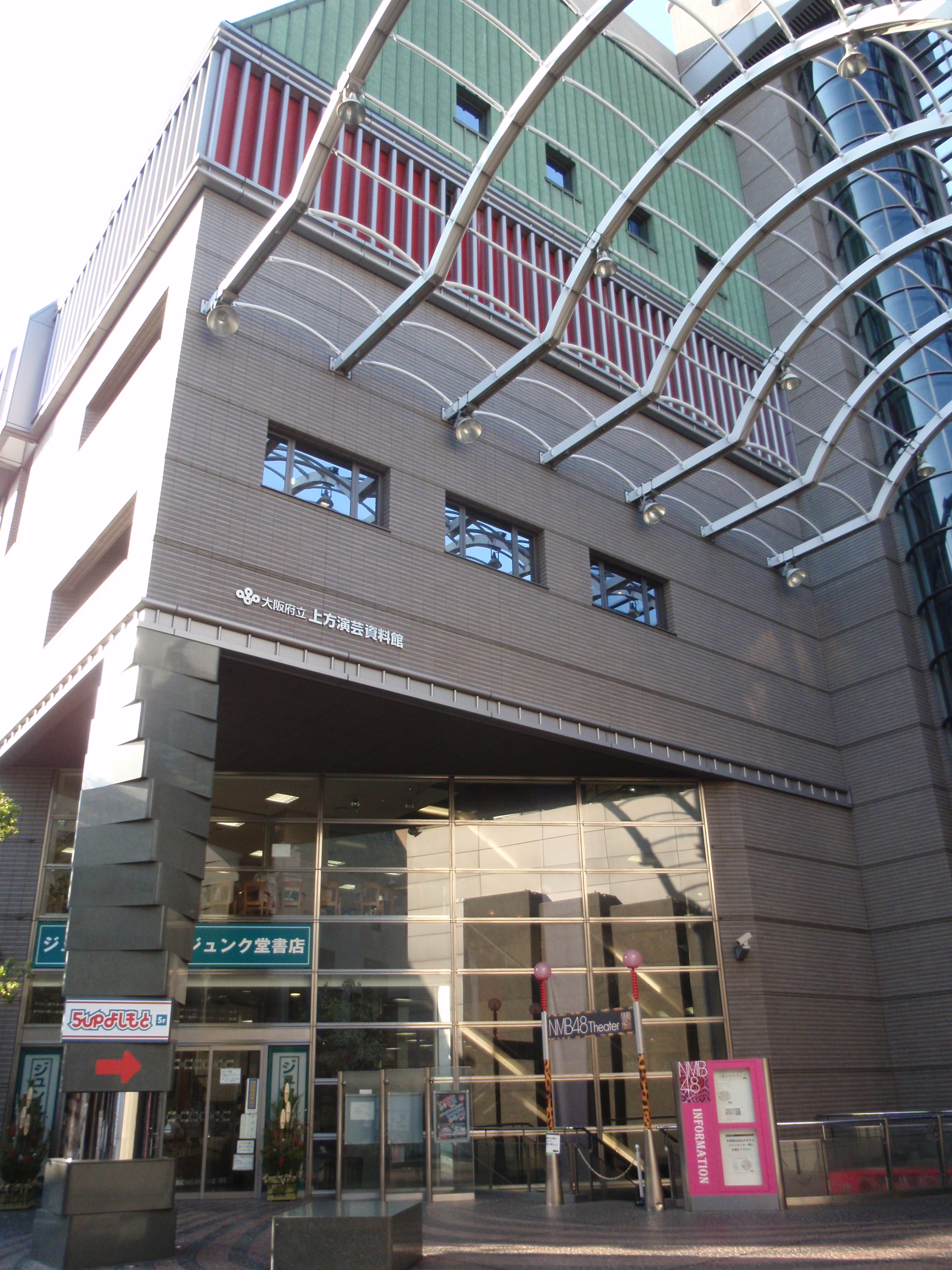
劇場が入居していたYES-NAMBAビル（閉館・改装後に撮影）

## 概要
1999年3月に閉館した心斎橋筋2丁目劇場に続く若手芸人の拠点として、同年9月に開館。
baseよしもととしては、11年の歴史を刻んできたが、2010年12月3日に閉館。2011年1月1日、同じYES-NAMBAビル5階のワッハホール跡地に設立される新劇場「5upよしもと」へ移転した。新劇場移転まではヨシモト∞ホール大阪での公演が行われた。baseよしもとは閉館後、改装されて新劇場移転の同日よりNMB48劇場として生まれ変わりNMB48の初公演が行われた。
座席数は233席で、若手たちが日替わりでライブをするほか、テレビの収録も行われる。主に若年層の観客をターゲットにしている。
1999年から2003年まで、主に所属していたメンバーがWEST SIDEや毎日放送『?マジっすか!』などをきっかけに関西を中心にbaseよしもとブームを巻き起こした。2002年には吉本興業初の3万人イベント「base SUMMER SMILE」を開催、一大ムーブメントを起こした。2003年の「base SUMMER SMILE」をもって当時の主要メンバーは全員卒業。この時代はbaseよしもと黄金期と呼ばれていた。
2007年から2008年3月までのトップ組（NON STYLE、千鳥、笑い飯）は3組とも、元オーディション組である（NSC卒業者がいない）という特徴的な軌跡を残していた。
2009年には関西テレビで放送されている番組「鉄筋base」（同年4月から『炎上base』）の公開収録を行っていた。また『M-1グランプリ』、『R-1ぐらんぷり』の予選イベントの大阪地区会場としても使われていた。
レギュラー出演芸人一組ごとにロゴマーク・キャッチフレーズがあった。

## 所属芸人
太字は東京進出した芸人。

### 2003年以前に卒業した芸人
2000年
- 2丁拳銃

2001年
- ライセンス
- COWCOW
- ルート33
- たむらけんじ

2002年
- ハリガネロック（解散）
- 次長課長

- ハリガネロックは2014年3月に解散し、後にユウキロック・大上それぞれ吉本興業を退社。しかし大上は地元の奈良県に戻ってご当地アイドルのプロデュースやタレント業、ユウキロックは作家業やお笑い養成所の講師などそれぞれ活動は続けている。

### 劇場リニューアルにより2003年の「base SUMMER SMILE 03OSAKA」をもって卒業した芸人
- FUJIWARA
- シャンプーハット
- 陣内智則
- バッファロー吾郎
- サバンナ
- テンダラー（元：$10）
- ランディーズ（解散）
- 野性爆弾
- フットボールアワー
- ロザン
- ビッキーズ（解散）
- チュートリアル
- ブラックマヨネーズ
- キングコング
- ザ・プラン9
- 土肥ポン太
- 後藤秀樹（引退）
- ケンドーコバヤシ
- 友近

- ビッキーズは2007年10月に解散。須知裕雅は「すっちー」に改名し、吉本新喜劇に入団。2014年に座長就任。一方、木部信彦は引退し、たむらけんじが経営する炭火焼肉たむらで現在働いている。
- ザ・プラン9は鈴木つかさが2008年2月をもってグループ脱退し、2023年2月には吉本興業も退社してフリーでの活動に。その後2015年5月になだぎ武が脱退した。
- 後藤秀樹は2012年に吉本新喜劇入団後、2013年6月から休業に入り、2014年秋に引退。引退は元相方のお〜い!久馬（ザ・プラン9）がザ・プラン9のバスツアーや自身のブログで後藤に代わって発表。
- ランディーズは2007年に吉本新喜劇入団後、２人とも団員として活躍しコンビとしての活動は長らく行っていなかったが、2017年6月25日放送の『やすとものどこいこ!?』（テレビ大阪）に高井俊彦がピンで出演した際『元ランディーズ、現・吉本新喜劇』と自身の肩書きを説明、また後日自身のTwitterでもランディーズは解散したことを発表した。
- キングコングは2021年1月に西野亮廣のみ吉本興業を退社。なおコンビとしての活動は継続している。

### 2008年のリニューアル前に卒業した芸人
- ストリーク（2012年解散、山田は芸名を「山田スタジアム」に改名してピン芸人として活動している、吉本は引退。）
- 麒麟
- イシバシハザマ
- レギュラー
- エハラマサヒロ（2024年に吉本興業を退社、フリーでの活動となる）
- ネゴシックス

### 2008年のリニューアル時の卒業芸人
- 笑い飯
- 千鳥
- NON STYLE
- ダイアン
- アジアン（解散）
- ギャロップ
- ファミリーレストラン（元：ジャンクション）
- ソラシド
- 青空（2023年に須藤が逝去。事実上のコンビ解散となる）
- 天津
- とろサーモン
- 中山功太
- 南海キャンディーズ
- ヘッドライト
- ミサイルマン

南海キャンディーズ、NON STYLE、とろサーモン以外は卒業後うめだ花月に移動。

### 2008年のリニューアル後の卒業芸人
- アイスクリーム（元：勝山梶、卒業の後コンビ解散）
- R藤本
- 2700
- トリプルエンジョイ（解散）
- 野球家族（元：TV BOYS、解散）
- たいよう（グレープカンパニーに移籍後、2012年解散）
- ゼミナールキッチン（「クララ」に改名した後に解散）

### base開館中に解散した芸人
主な組
- モストデンジャラスコンビ（小林友治はピン芸人ケンドーコバヤシとして活動中、村越周司はピン芸人として活動中）
- 満（溝上は元「エグザミア」の福田善計と藤原直樹、元ピン芸人の安富郁矢、元デモしかしの高山和也と共に「超新塾」を結成。諸岡は「トーキョーハイライト」を立ち上げ）
- みのなが
- シェイクダウン（後藤秀樹とお～い!久馬（「ザ・プラン9」）の組んでいたコンビ）
- スキヤキ（土肥ポン太が組んでいたコンビ）
- シンドバット（元「ザ・プラン9」の鈴木つかさが組んでいたコンビ）
- ビリジアン（吉本新喜劇座長の小籔千豊が組んでいたコンビ）
- 大脇里村ゼミナール（大脇はピン芸人として活動後、「あしゅら」を結成したが解散。現在はピン芸人「グイグイ大脇」として活動）
- ジェットコースター（田中は「ステーキハウス」を結成）
- つばめがえし（本谷は「ステーキハウス」を結成）
- 日刊ナンセンス（ボケの工村友臣は現在ピンで活動中）
- にのうらご（荒牧周平が脱退、その後西森と大林は「モンスターエンジン」を結成）
- ブロンクス
- フロントストーリー（それぞれピン芸人として再始動、清水けんじは吉本新喜劇に入団）
- アメディオ（公式では発表せずに解散、元吉健太は制作会社設立後番組プロデューサーや構成作家として活動中、山口伸吾は芸能事務所を設立して活動中）
- バルチック艦隊（「すゑひろがりず」の三島達矢が以前組んでいたコンビ）
- 西海岸's
- イーストウエスト2002
- けもの道（中立は「ザ・ワールド」（元「無駄無駄ラッシュ」）を結成）
- ロデオボックス（田中は「ザ・ワールド」（元「無駄無駄ラッシュ」）を結成、高須は「たいよう」を結成）
- 漫才ゲリラ・シャンピアス（まつもとは元「ロデオボックス」の高須と「たいよう」を結成）
- 君と僕（「ザ・プラン9」のヤナギブソンが以前組んでいたコンビ）
- ルービック（中西は「さかなDVD」を結成）
- 金時（三輪は「ビリケンビリー」､「京子」改名後「プロペラーズ」､「ケムリダマ」､「みわこたに」､「とんび」､「平安おじゃる」､ピン芸人を経て、元「こけらおとし」の阪本勝紀と「なにわプラッチック」を結成し松竹芸能へ移籍して活動中。秋山は「ソーセージ」を経て、藤本の脱退後メンバーの山名文和と「アキナ」を結成して活動中）
- ビンチョウタン（藤本はトリオ「ソーセージ」を結成したが、自身の不祥事により脱退。その後元「ガトリングガン」の井尻と「ジュリエッタ」を結成）
- 河井山名（山名はトリオ「ソーセージ」を経て、藤本の脱退後メンバーの秋山賢太と「アキナ」を結成して活動中。河井ゆずるはピン芸人の後「アインシュタイン」を結成して活動中）
- 暁
- 足軽エンペラー（「南海キャンディーズ」の山里亮太が以前組んでいたコンビ）
- 西中サーキット・山崎二宮（「南海キャンディーズ」の山崎静代が以前組んでいたコンビ）
- ババリア・シュガーライフ（「ババリア」の溝黒と「シュガーライフ」の安達は「カナリア」というコンビを組んで東京進出。植松はDJとして活動中）
- 牛若丸
- 平安京999（「勝山梶」の勝山慎司が以前組んでいたトリオ）
- 大浦梶（「勝山梶」の梶剛が以前組んでいたコンビ）
- 宇宙ネズミ
- 町の帽子屋さん（解散後は2人とも「帽子屋お松」、「バイク川崎バイク」と名を変えピンで活動中）
- ラブソング（バイク川崎バイクはピンで活動中）
- 高校デビュー（佐竹は「ガトリングガン」を結成後、元グッドモーニングの吉田と「ストライク」を結成）
- ギャラクシー（梅木は「丼」を結成）
- グングニル
- 宮沢ボーボーりえ・ガングリオン（ガリガリガリクソンはピンで活動中）
- スゴイオモシロイヨ（柴田は「浮世離れ」を結成）
- とんぼ花火
- のすたるじっく
- 爆弾連盟（アブノーマル石野（現「ドレッドノート」）が脱退した後解散。その後芝山と山川は「D・N・A」を結成したが2009年に解散）
- ポテンシャル（山崎仕事人は「オレ・ラ・センサール」を結成し活動中）
- マンハッタン
- スカイスクレイパー
- てっぺん（八木は「丼」を結成）
- モンサンミッシェル（渡部は「キンデルダイク」での活動後、「バカンス食堂」を結成）
- ストレートタイム
- 連中（片岡は「ハイドロポンプ」を、井尻は「ガトリングガン」を結成）
- ナイトラン（飯沼は「パニーニ」を結成）
- 平安美人（山田ひろあきはピンでの活動を経て、吉本新喜劇に入団）
- セレソン
- おてもと（解散後「イグニッション」として再結成）
- 蝉丸（ヒューマン中村はピンで活動中）
- ☆ciao☆
- ファイティングポーズ
- 英千代
- メガロドン（シオマリアッチはピン芸人として活動中）
- 橙
- ティッシュマンズ（解散後大西はらんちきハイツ・伊藤と「ヒゲガールズ」、ロシア生まれ・山城と「左右ズ」を結成。現在はピンで大西ユースケで活動中）
- しらたき
- 赤い太陽・7（中山功太が以前組んでいたコンビ）
- ツインズ（「ギャロップ」の毛利大亮が以前組んでいたコンビ）
- フーリッシュボム（「span!」の水本健一が以前組んでいたコンビ）
- 蛇腹（「モンスターエンジン」の西森洋一がおいでやす小田とともに「にのうらご」結成前に組んでいたコンビ）
- バースデイ（元「にのうらご」の荒牧周平がにのうらご結成前に西留亮太と組んでいたコンビ）
- ひじき（「女と男」の市川が以前組んでいたコンビ）
- ロシアンルーレット（武智は「スーパーマラドーナ」を再結成）
- ダ・ヴィンチ （それぞれピン芸人として再始動）
- 富士猫
- マウンテンヒル（岡田貴宏は「シャイニングスターズ」を結成）
- ぴっかり高木とR藤本
- ベリー・ベリー（河中は「シャングリラ」を結成。上田はピン芸人として活動後、新たに「ライフ」を結成）
- キャバレーナイト（宮田・山本は「ベリー・ベリー」の河中と共に「シャングリラ」を結成）
- ボンクラーズ
- キンデルダイク（牧戸は「マッキンチョム」を結成。渡部は「バカンス食堂」を結成）
- うずまき（「すゑひろがりず」の南條庄助が以前組んでいたコンビ）
- 宇宙遊泳
- ハレンチトースト
- スペースゴリラ
- 泰山北斗
- D・N・A（芝山は「アストロNエース」を結成）
- スーパーZ
- パステルモグラ
- バンパイア（解散後稲田はピン芸人「いなだなおき」、現在河井ゆずると「アインシュタイン」として活動中）
- ヒトガタドールズドール（緑川まりはピンで活動後、カミカミ・清水と「東京ロマンポルノ」で活動中）
- ライフ（上田は元「ところてん」のますだひかると「あゆむひかる」を結成）
- サタディサンディ（高山和也は元「満」の溝上洋次、元「エグザミア」の福田善計と藤原直樹、元ピン芸人の安富郁矢と共に「超新塾」を結成。小門健太郎は元「3児」の中岡創一と共に「ロッチ」を結成）
- パラフィンキック（中川は村本大輔と「ウーマンラッシュアワー」を結成）
- Dandelion（小谷は元「金時」の三輪と「みわこたに」を結成）
- はだか電球（後藤は「パプリカパレス」を結成）
- ダイヤモンド
- ランチ（風藤は元｢好色一代娘｣の松原と「風藤松原｣を結成）
- 好色一代娘（松原は元｢ランチ｣の風藤と「風藤松原｣を結成）
- ママレンジ

他多数

## システムの変遷

### 2003年以前のシステム
開館から2004年9月までは、出演する芸人を「イチオシ組」「タレントプロデュース組」「ガブンチョライブ組」「プレステージ組」の4段階に分けていた。
- プレステージ
素人でも参加できる、いわばオーディション。合格すると毎月一回行われる「プレステージ決勝」への出場資格を得ることができるが、決勝で上位5組に入らないと次の段階である“ガブメン”にはなれない。
- ガブンチョライブ組
別名ガブンチョメンバー（略・ガブメン）。毎週開催されているライブ「ガブンチョライブ」への出演資格を得た10組。「プレステージ決勝」をパスすると出られるようになるが、毎月末に「プレステージ決勝」の上位5組との入れ替え戦「ガブンチョWAR」がある。かなりシビアなポジション。
- タレントプロデュース組
略・タレプロ組。ガブンチョから卒業するとこのポジションに。単独ライブが行えるようになるほか、定期的に行われていた「SUPER base LIVE」へ出演できるようになる。
- イチオシ組
ピラミッドの頂点に位置し、吉本興業が優先的にテレビ等に売り込むことを約束したポジション。2003年のリニューアルで廃止された。過去にイチオシ組だったのはFUJIWARA・2丁拳銃・シャンプーハット・陣内智則のみ。

### 2003年のリニューアル
来場客が10代の女性がほとんどという実態や、劇場周辺などでのファンのモラルの低下もしばしば叫ばれ、2003年8月にリニューアル。イチオシ組、タレプロ組とガブンチョ組の友近が2003年7月27日にWTCで行われたbase SUMMER SMILEをもって卒業、20代以上の男性もターゲットにしたうめだ花月に移動させ、変わってbaseよしもとは、より若手の出演機会を増やす劇場という方針転換が図られる。また前体制のタレプロ組から唯一ダイアンが残り、1トップ体制で混迷期のベースを支えた。ちなみにリニューアル時に新タレントプロデュース組に所属したのは、ダイアン、中山功太、ストリーク、マラドーナ（現スーパーマラドーナ）、大浦梶（勝山梶→アイスクリームの梶剛が在籍）、麒麟、ヘッドライト、笑い飯、ママレンジ、レギュラー、千鳥、ブロンクス、ソラシド、とろサーモン、ジャンクション（現ファミリーレストラン）、天津、NON STYLE、アジアン、青空、ミサイルマンの20組である。

### 2004年のリニューアル
2004年10月、芸人ランク分けと公演体制をリニューアル。不動の「トップ組」に麒麟・笑い飯・千鳥が選ばれた。以下「ビーイチ組」「ビーニ組」「ビーサン組」のピラミッド構造を取り、入れ替え戦などが行われている。またオーディション（これまでのプレステージ組に相当）も行われている。その後、トップ組に関しては上記の3組に加えレギュラーも選ばれている

### 2006年のリニューアル
2006年2月、ピラミッド構造の体制は崩さずに「ビーニ ビーコード」を廃止。そのため「ガンガンライブ」は2月度バトルで決定されたトップ組・ビーイチ組・ビーニ組の芸人が隔たりなく出演するイベントとなった。ビーサン組については、今まで通り「ビーサンバトル」を行うが1か月ごとのバトルで2回1位をとらない限り「ガンガンライブ」出演者と入れ替えバトルが行えないということになり、以前よりかなりシビアになった。入れ替えバトルは「ガンガンライブ」出演者の中からランダムに選ばれたメンバーとバトルをすることになった。
2006年6月、「銀シャリ」が2回目の1位をとり、初めての入れ替えバトルが行われた。銀シャリは敗れたものの、ガンガンライブ組の実力があると認められ、ガンガンライブ組に昇格した。同時にビーサン組だったミサイルマンとジャンクションもテレビ出演の実績などから、ビーサンバトルの結果を考慮せずにガンガンライブ組に昇格するなど、このシステムは完成されたものとは言えなかった。
2006年8月、プレステージ制が再開され、ビーサンライブがコンビ数削減の上「サライヴLIVE」に名称変更された。

### 2008年のリニューアル
2008年4月6日、大阪厚生年金会館芸術ホールでのガンガンライブFINALにてトップ組を含める15組がbaseよしもとを卒業。
ピラミッド構造はそのままで「ガンガンライブ」を廃止し、「ワラb」システムと改めた。

## システム

### ワラbメンバー
通称「ワラメン」。baseメンバーの一軍の位置付け。
全15組によるbaseのトップの組が属するシステムのメンバー。この中にはテレビ等のメディアで活躍する組が圧倒的に多い。2009年7月から従来の15組に5組増やし計20組が属するようになった。
NHKの「爆笑オンエアバトル」の出場権と「炎上base」のレギュラー出演の権利があった（共に2010年3月まで）。

### プチbメンバー
通称「プチメン」。baseメンバーの二軍の位置付け。
全10組による各組の1ランク昇降によって属されるシステムのメンバー。ワラメンと比較し出られるライブイベントが少なめ。こちらでは「爆笑オンエアバトル」の兄弟版番組「爆笑トライアウト」の出場権が得られた（初出場組のみ、1度昇格した組も含む）。

### オーディションtryメンバー
通称「トラメン」。baseメンバーの三軍の位置付け。
その名の通り、ワラメン・プチメンから降格した組がもう一度オーディション組としてtry（出直し）するシステムのメンバー。一度昇級した芸人の組が解散して再度舞台に立つ場合もここから始まりとなる。
また、一般の人でも料金を払えば一度プロとして所属した芸人と共に舞台出演のオーディションが受けられるなどの、若手発掘が行われている。
組の中には所属したと認められずアマチュアとしてハム（現在は所属済み）等が「M-1グランプリ」に出場したこともあった。
一度こちらに降格した組もワラメン・プチメンと共にbase内で僅かな間ながらライブも行える。
なお、ワラメンは3か月に1度、プチメンは1か月に1度入れ替えを行うライブを開催している。

## 観客動員記録
- 記録407人 次長課長単独ライブ「中央次課長」（2002年9月23日）※2002年10月に東京進出のため、大阪最後の単独イベントとなった次長課長のbaseよしもと卒業ライブ。

## イベント
- 「baseよしもと1周年記念 base大パニックボチンッ!」（大阪城ホール・2000年8月29日）
- 「base JAPAN TOUR」（赤坂BLITZ・2001年8月17日、テレピアホール・2001年8月18日、岡山市民文化ホール・2001年8月24日、メルパルク福岡・2001年8月25日、大阪城野外音楽堂・2001年9月1日 - 2日）
- 「base COUNT DOWN」（神戸ワールド記念ホール、2001年12月31日）
- 「baseよしもとワッショイ大作戦」（なんばグランド花月、2002年4月7日）
- 「base SUMMER SMILE02 OSAKA」（WTCオープンエアスタジアム、2002年8月31日）
- 「カウントダウン・フィエスタ2003〜baseよしもとが占領するでぇ〜」（志摩スペイン村、2002年12月31日）
- 「baseよしもとワッショイFESTIVAL〜NetaColle2003〜」（フェスティバルホール、2003年4月6日）
- 「base SUMMER SMILE03 OSAKA」（WTCオープンエアスタジアム、2003年7月27日）
- 「SUPER base LIVE in Zepp」（Zepp OSAKA、2004年8月28日）
- 「baseよしもとガンガンツアー2005」（ルミネtheよしもと・2005年6月13日、Zepp Fukuoka・6月19日、愛知県中小企業センター・6月25日、なんばグランド花月・6月26日）
- 「baseよしもとガンガンツアー2006」（Zepp Fukuoka・6月3日、Zepp Tokyo・6月4日、岡山市民文化ホール・6月10日、名古屋港湾会館・6月18日、沖縄ナムラホール・6月24日）
- 「base COUNT DOWN in KOBE」（神戸ワールド記念ホール、2006年12月31日）
- 「ガンガンライブFINAL」（大阪厚生年金会館芸術ホール、2008年4月6日）
- 「base×base×base〜あっちゅーまにワラb1周年大感謝祭」（大阪厚生年金会館大ホール、2009年3月30日）
- 「週末よしもと baseよしもと10周年ツアー」（全国各地で開催、2010年1月 - 3月）
- 「We are baseよしもと2010 大×大×大感謝祭」（日比谷公園野外音楽堂・2010年11月20日、大阪城野外音楽堂・2010年11月23日）

## 関連商品

### 食品・飲料品
- b研

### 本
- B面―baseよしもとOFFICIAL BOOK (03)
- B面―baseよしもとOFFICIAL BOOK
- baseよしもとオールタレント写真集

### ビデオ・DVD
- baseよしもとネタトウタ2007(アール・アンド・シー)
- 新風baseよしもと ネタトウタ2004(アール・アンド・シー)
- baseよしもと2003大図鑑(ビクターエンタテインメント)
- baseよしもと2002大図鑑(ビクターエンタテインメント)
- baseよしもと2001大図鑑(ビクターエンタテインメント)
- baseよしもと2000大図鑑~baseよしもと一周年 そしてさよなら2丁拳銃~ (ビクターエンタテインメント)

### CD
- SUMMER SMILE(baseオールスターズ〈FUJIWARA、シャンプーハット、陣内智則、バッファロー吾郎、ハリガネロック、サバンナ、ルート33、たむらけんじ、$10、次長課長、ランディーズ、野性爆弾、ケンドーコバヤシ、フットボールアワー、ビッキーズ、チュートリアル、ロザン、土肥ポン太、ザ・プラン9、ブラックマヨネーズ、キングコング〉) ※base SUMMER SMILE02での歌唱時にはハリガネロック・たむらけんじ・ルート33が東京進出したため、参加していない。base SUMMER SMILE03では上記の3組に加え、2002年に東京進出した次長課長も参加していない。 また入れ替わる形で2002年から後藤秀樹が、2003年はダイアンが参加している。